# Matwijiwka (Saporischschja)
Matwijiwka (ukrainisch Матвіївка; russisch Матвеевка Matwejewka) ist ein Dorf im Norden der ukrainischen Oblast Saporischschja mit etwa 3500 Einwohnern (2024).

## Geschichte
Das Dorf wurde Anfang 1918 von 32, aus dem Dorf Pidporoschnjanka (heute Teil von Saporischschja) stammenden, Familien auf dem Land ehemaliger deutscher Kolonisten gegründet. Im September 1941 wurde die Ortschaft von der Wehrmacht besetzt und am 14. Oktober 1943 wurde sie, nach vielen Tagen heftiger Kämpfe am Stadtrand von Saporischschja, von der Roten Armee zurückerobert.

## Lage
Matwijiwka liegt auf einer Höhe von 103 m am Ufer eines vor Ort zu mehreren Teichen angestauten, namenlosen Zuflusses des Dnepr, 12 km südwestlich vom ehemaligen Rajonzentrum Wilnjansk und 15 km nordöstlich vom Stadtzentrum der Oblasthauptstadt Saporischschja. Der Flughafen Saporischschja liegt 5 km südlich von Matwijiwka.
Im Dorf gibt es drei Haltepunkte an einer Bahnstrecke der Prydniprowska Salisnyzja, an denen elektrisierte Vorortzüge in Richtung Synelnykowe halten.
Im Westen der Ortschaft verläuft die von Nowomoskowsk kommende Fernstraße M 18 / E 105 und östlich sowie südlich führt die Nationalstraße N 15 zwischen Wilnjansk und Saporischschja am Dorf vorbei.

## Verwaltungsgliederung
Am 12. Juni 2020 wurde das Dorf zum Zentrum der neugegründeten Landgemeinde Matwijiwka (Матвіївська сільська громада/Matwijiwska silska hromada). Zu dieser zählen auch die Siedlung städtischen Typs Kamjane, die 9 in der untenstehenden Tabelle aufgelisteten Dörfer sowie die Ansiedlung Hassaniwka, bis dahin bildete es die gleichnamige Landratsgemeinde Matwijiwka (Матвіївська сільська рада/Matwijiwska silska rada) im Südwesten des Rajons Wilnjansk.
Am 17. Juli 2020 kam es im Zuge einer großen Rajonsreform zum Anschluss des Rajonsgebietes an den Rajon Saporischschja.
Folgende Orte sind neben dem Hauptort Matwijiwka Teil der Gemeinde:
| Name                     | Name             | Name                                    |
| ukrainisch transkribiert | ukrainisch       | russisch                                |
| ------------------------ | ---------------- | --------------------------------------- |
| Bekariwka                | Бекарівка        | Бекаровка (Bekarowka)                   |
| Druscheljubiwka          | Дружелюбівка     | Дружелюбовка (Druscheljubowka)          |
| Jakowlewe                | Яковлеве         | Яковлево (Jakowlewo)                    |
| Kamjane                  | Кам'яне          | Каменное (Kamennoje)                    |
| Kuprijaniwka             | Купріянівка      | Куприяновка (Kuprijanowka)              |
| Hassaniwka               | Гасанівка        | Гасановка (Gassanowka)                  |
| Mala Kuprijaniwka        | Мала Купріянівка | Малая Куприяновка (Malaja Kuprijanowka) |
| Nowoiwaniwske            | Новоіванівське   | Новоивановское (Nowoiwanowskoje)        |
| Nowosofijiwka            | Новософіївка     | Новософиевка (Nowosofijewka)            |
| Trojandy                 | Троянди          | Троянды                                 |
| Ukrajinka                | Українка         | Украинка (Ukrainka)                     |

## Söhne und Töchter der Ortschaft
- I. P. Dibrow (І. П. Дібров), Generalmajor der Artillerie der Roten Armee und Träger des Leninordens[2]
- A. K. Bilaj (А. К. Білай), Agronom und Träger des Ordens des Roten Banners der Arbeit[2]